# Parti communiste de l'Ontario
Le Parti communiste de l'Ontario est la section provinciale ontarienne du Parti communiste du Canada. Utilisant le nom de Parti ouvrier progressiste de 1943 à 1959, le groupe remporte deux sièges à l’Assemblée législative de l’Ontario : A.A. MacLeod et J.B. Salsberg sont élus aux élections provinciales de 1943 en tant que candidats « travaillistes », mais prennent leurs sièges en tant que membres du Parti ouvrier progressiste, que le Parti communiste alors interdit lance comme nom parapluie lors d’un congrès tenu les 21 et 22 août 1943, peu après l’élection provinciale du 4 août et l’élection du 7 août du communiste Fred Rose à la Chambre des communes lors d’une élection partielle à Montréal.
MacLeod et Salsberg sont députés provinciaux de 1943 à 1951 et 1955 respectivement. Depuis, le Parti n'a réussi à obtenir aucun autre siège au niveau provincial. Il continue à se présenter sous la bannière d’ouvrier-progressiste jusqu’aux élections provinciales de 1959, après quoi il s’identifie à nouveau comme le Parti communiste.
Des membres individuels du Parti sont élus aux conseils scolaires au cours des dernières décennies, mais ceux-ci l’ont fait à titre d’indépendants plutôt que de candidats du « Parti communiste ». Le Parti est présentement dirigé par Dave McKee depuis 2019.

## Résultats électoraux
| Élection | Chef             | Candidats | Sièges  | Votes | %      |
| -------- | ---------------- | --------- | ------- | ----- | ------ |
| 1943     | n/a              | 6         | 2 / 90  | n/a   | NC     |
| 1945     | Leslie Morris    | 31        | 2 / 90  | n/a   | 2,4 %  |
| 1948     | A. A. MacLeod    | 2         | 2 / 90  | n/a   | 1,0 %  |
| 1951     | Stewart Smith    | 6         | 1 / 90  | n/a   | NC     |
| 1955     | Stewart Smith    | 23        | 0 / 98  | n/a   | NC     |
| 1959     | Bruce Magnuson   | 9         | 0 / 98  | n/a   | NC     |
| 1963     | Bruce Magnuson   | 6         | 0 / 108 | n/a   | NC     |
| 1967     | Bruce Magnuson   | 2         | 0 / 117 | n/a   | NC     |
| 1971     | William Stewart  | 5         | 1 / 117 | n/a   | NC     |
| 1975     | William Stewart  | 33        | 0 / 125 | n/a   | NC     |
| 1977     | William Stewart  | 32        | 0 / 125 | 7 995 | 0,24 % |
| 1981     | Mel Doig         | 17        | 0 / 125 | 5 296 | 0,16 % |
| 1985     | Gordon Massie    | 10        | 1 / 125 | 3 696 | 0,1 %  |
| 1987     | Gordon Massie    | 9         | 0 / 130 | 3 422 | 0,09 % |
| 1990     | Elizabeth Rowley | 4         | 0 / 130 | 1 139 | 0,03 % |
| 1995     | Darrell Rankin   | 5         | 0 / 130 | 1 015 | 0,03 % |
| 1999     | Hassan Husseini  | 4         | 0 / 103 | 814   | 0,02 % |
| 2003     | Elizabeth Rowley | 6         | 1 / 103 | 2 187 | 0,05 % |
| 2007     | Elizabeth Rowley | 8         | 0 / 107 | 1 715 | 0,04 % |
| 2011     | Elizabeth Rowley | 9         | 0 / 107 | 1 163 | 0,03 % |
| 2014     | Elizabeth Rowley | 11        | 0 / 107 | 2 290 | 0,04 % |
| 2018     | Dave McKee       | 12        | 0 / 124 | 1 471 | 0,03 % |
| 2022     | Drew Garvie      | 13        | 0 / 124 | 2 100 | 0,04 % |

## Chefs du Parti
- Leslie Morris (1945 - 1948)
- A.A. MacLeod (1945 - 1951)
- Stewart Smith (1951 - 1957)
- Bruce Magnuson (1957 - 1970)?
- William Stewart (1970 - 1980)
- Mel Doig (1981 - 1985)?
- Gordon Massie (1985 - 1990)?
- Elizabeth Rowley (1990 - 1995)?
- Darrell Rankin (1995? - 1998)
- Hassan Husseini (1998 - 2001)
- Elizabeth Rowley (2001 – 2016)
- Dave McKee (2016 – 2019)
- Drew Garvie (2019 – Ce jour)

## Voir également
- Élections générales ontariennes
- Partis politiques ontariens